# Ethanethiol
Ethanethiol, tên thông dụng là etyl mercaptan, là một chất lỏng trong suốt với mùi khác biệt. Nó là một hợp chất organosulfur với công thức CH3CH2SH. Được viết tắt là EtSH, nó bao gồm một nhóm etyl (Et), CH3CH2, được gắn vào một nhóm thiol, SH. Cấu trúc của nó tương đương với ethanol, nhưng với lưu huỳnh thay cho oxy. Mùi của EtSH đặc trưng. Etantiol là dễ bay hơi hơn ethanol do khả năng giảm tham gia vào liên kết hydro. Ethanethiol là chất độc hại. Nó xuất hiện tự nhiên như là một thành phần nhỏ của dầu mỏ, và có thể được thêm vào các sản phẩm khí không mùi khác như khí hóa lỏng (LPG) để giúp cảnh báo rò rỉ khí. Ở những nồng độ này, ethanethiol không gây hại.

## Điều chế
Ethanethiol được điều chế bằng phản ứng của etilen với hydro sulfide với chất xúc tác. Các nhà sản xuất khác nhau sử dụng các chất xúc tác khác nhau trong quá trình này. Nó cũng đã được điều chế thương mại bằng phản ứng của etanol với khí hydro sulfide trên một chất xúc tác rắn có tính axit, như alumina.
Ethanethiol ban đầu được báo cáo bởi Zeise năm 1834. Zeise đã xử lý calci etyl sulfat với huyền phù bari sulfide bão hòa với hydro sulfide. Ông được ghi nhận với việc đặt tên C2H5 nhóm S là mercaptum.
Ethanethiol cũng có thể được điều chế bằng phản ứng chuyển vị halide, trong đó etyl halide được xử lý bằng dung dịch nước. Chuyển đổi này đã được chứng minh vào đầu năm 1840 bởi Henri Victor Regnault.

## Mùi
Ethanethiol có một mùi rất khó chịu mà con người có thể phát hiện ở nồng độ phút. Ngưỡng phát hiện của con người thấp bằng một phần trong 2,8 tỷ phần không khí (0,36 phần tỷ). Mùi của nó giống với tỏi tây, hành tây, sầu riêng hoặc nấu chín bắp cải, nhưng khá khác biệt.
Các nhân viên của Công ty Dầu Liên minh California đã báo cáo đầu tiên vào năm 1938 rằng kền kền Thổ Nhĩ Kỳ sẽ tập trung tại nơi xảy ra rò rỉ khí gas. Sau khi phát hiện ra rằng nguyên nhân là do dấu vết của ethanethiol trong khí, người ta đã quyết định tăng lượng ethanethiol trong khí, để phát hiện rò rỉ dễ dàng hơn.